# Macau Open (Badminton)
Die Macau Open sind die offenen internationalen Meisterschaften von Macau im Badminton. Sie werden seit 2006 ausgetragen und finden im Herbst eines jeden Jahres statt. 2007 gehören sie zum BWF Grand Prix Gold. 2002 wurden die Macau International als Vorgängerturnier durchgeführt.

## Die Sieger
| Saison    | Herreneinzel        | Dameneinzel        | Herrendoppel                             | Damendoppel                      | Mixed                                          |
| --------- | ------------------- | ------------------ | ---------------------------------------- | -------------------------------- | ---------------------------------------------- |
| 2002      | Yuan Ting           | Toru Matsumoto     | Patapol Ngernsrisuk Khunakorn Sudhisodhi | Wang Xin Yuan Ting               | Toru Matsumoto Miyuki Tai                      |
| 2006      | Lin Dan             | Judith Meulendijks | Fu Haifeng Cai Yun                       | Huang Sui Gao Ling               | Thomas Laybourn Kamilla Rytter Juhl            |
| 2007      | Chen Jin            | Xie Xingfang       | Koo Kien Keat Tan Boon Heong             | Gao Ling Huang Sui               | Xie Zhongbo Zhang Yawen                        |
| 2008      | Taufik Hidayat      | Zhou Mi            | Koo Kien Keat Tan Boon Heong             | Cheng Shu Zhao Yunlei            | Xu Chen Zhao Yunlei                            |
| 2009      | Lee Chong Wei       | Wang Yihan         | Koo Kien Keat Tan Boon Heong             | Du Jing Yu Yang                  | He Hanbin Yu Yang                              |
| 2010      | Lee Chong Wei       | Li Xuerui          | Ko Sung-hyun Yoo Yeon-seong              | Cheng Wen-hsing Chien Yu-chin    | Tontowi Ahmad Liliyana Natsir                  |
| 2011      | Lee Hyun-il         | Wang Shixian       | Chai Biao Guo Zhendong                   | Jung Kyung-eun Kim Ha-na         | Tontowi Ahmad Liliyana Natsir                  |
| 2012      | Chen Yuekun         | Sun Yu             | Lee Sheng-mu Tsai Chia-hsin              | Eom Hye-won Chang Ye-na          | Tontowi Ahmad Liliyana Natsir                  |
| 2013      | Son Wan-ho          | P. V. Sindhu       | Hoon Thien How Tan Wee Kiong             | Bao Yixin Tang Jinhua            | Lu Kai Huang Yaqiong                           |
| 2014      | Xue Song            | P. V. Sindhu       | Danny Bawa Chrisnanta Chayut Triyachart  | Ou Dongni Yu Xiaohan             | Edi Subaktiar Gloria Emanuelle Widjaja         |
| 2015      | Jeon Hyeok-jin      | P. V. Sindhu       | Ko Sung-hyun Shin Baek-cheol             | Jung Kyung-eun Shin Seung-chan   | Shin Baek-cheol Chae Yoo-jung                  |
| 2016      | Zhao Junpeng        | Chen Yufei         | Lee Jhe-huei Lee Yang                    | Chen Qingchen Jia Yifan          | Zhang Nan Li Yinhui                            |
| 2017      | Kento Momota        | Cai Yanyan         | Wahyu Nayaka Ade Yusuf                   | Huang Yaqiong Yu Xiaohan         | Zheng Siwei Huang Yaqiong                      |
| 2018      | Lee Hyun-il         | Michelle Li        | Kim Gi-jung Lee Yong-dae                 | Vivian Hoo Kah Mun Yap Cheng Wen | Tang Chun Man Tse Ying Suet                    |
| 2019      | Sitthikom Thammasin | Michelle Li        | Li Junhui Liu Yuchen                     | Du Yue Li Yinhui                 | Dechapol Puavaranukroh Sapsiree Taerattanachai |
| 2020 2023 | nicht ausgetragen   | nicht ausgetragen  | nicht ausgetragen                        | nicht ausgetragen                | nicht ausgetragen                              |
| 2024      | Ng Ka Long          | Gao Fangjie        | Chen Xujun Liu Yi                        | Li Wenmei Zhang Shuxian          | Guo Xinwa Chen Fanghui                         |
| 2025      | Alwi Farhan         | Chen Yufei         | Junaidi Arif Yap Roy King                | Hsieh Pei-shan Hung En-tzu       | Mathias Christiansen Alexandra Bøje            |